# Хале (Белгија)
Хале (хол. Halle) је општина у Белгији у региону Фландрија у покрајини Фламански Брабант. Према процени из 2007. у општини је живело 35.108 становника.

## Становништво
Према процени, у општини је 1. јануара 2015. живело 38.023 становника.
| 1984. | 2000. | 2010. | 2015. |
| ----- | ----- | ----- | ----- |
| 32448 | 33655 | 36000 | 38023 |

## Партнерски градови
- Mouvaux